# Ralph Becker (Politiker)

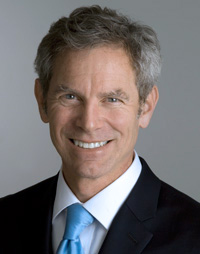
Ralph Becker (2008)

Ralph Elihu Becker Jr. (* 30. Mai 1952 in Washington, D.C.) ist ein US-amerikanischer Jurist und Politiker. Von 2008 bis 2016 amtierte er als Bürgermeister von Salt Lake City, wo er die Nachfolge von Rocky Anderson antrat. Am 4. Januar 2016 wurde er von Jackie Biskupski abgelöst. Becker ist Mitglied der Demokratischen Partei. Er war Abgeordneter im Repräsentantenhaus von Utah und dort Fraktionsvorsitzender seiner Partei.
Becker studierte Rechtswissenschaft und Geographie an der University of Pennsylvania und an der University of Utah, an der er auch als außerplanmäßiger Professor für Raumplanung lehrt.